# Mongiuffi Melia
Mongiuffi Melia (Miciuffi Melìa in siciliano) è un comune italiano di 513 abitanti della città metropolitana di Messina in Sicilia.
Si tratta di un comune sparso, la cui sede si trova nell'abitato di Melia.

## Geografia fisica
Centro esteso sul versante meridionale dei monti Peloritani, dista 43 km da Messina sud e 55 km da Catania nord.

## Storia
Già casali dipendenti da Taormina, Mongiuffi e Melia nel 1643 furono ceduti al messinese Giuseppe Barile. Appartennero poi a Pancrazio Corvaja e ai Rao.
Nel 1929, durante il regime fascista, al Comune di Mongiuffi Melia fu incorporato quello di Roccafiorita; fu poi scorporato nel 1947.

## Monumenti e luoghi d'interesse
- Santuario diocesano Santa Maria della Catena
- Galleria di Postoleone, scavata nella roccia da prigionieri di guerra austriaci durante la prima guerra mondiale
- Resti di due acquedotti romani.

## Società

### Evoluzione demografica
Abitanti censiti

### Religione
La religione predominante è quella cattolica. Il paese fa parte dell'arcidiocesi di Messina-Lipari-Santa Lucia del Mela.

## Amministrazione
Di seguito è presentata una tabella relativa alle amministrazioni che si sono succedute in questo comune.
| Periodo        | Periodo        | Primo cittadino          | Partito                   | Carica  | Note  |
| -------------- | -------------- | ------------------------ | ------------------------- | ------- | ----- |
| 11 giugno 1985 | 2 giugno 1990  | Giuseppe Natale          | Democrazia Cristiana      | Sindaco | [ 6 ] |
| 2 giugno 1990  | 13 giugno 1994 | Giuseppe Natale          | Democrazia Cristiana      | Sindaco | [ 6 ] |
| 13 giugno 1994 | 25 maggio 1998 | Giuseppe Natale          | Partito Popolare Italiano | Sindaco | [ 6 ] |
| 25 maggio 1998 | 27 maggio 2003 | Giuseppe Natale          | lista civica              | Sindaco | [ 6 ] |
| 27 maggio 2003 | 17 giugno 2008 | Salvatore Curcuruto      | lista civica              | Sindaco | [ 6 ] |
| 17 giugno 2008 | 8 luglio 2013  | Salvatore Curcuruto      | lista civica              | Sindaco | [ 6 ] |
| 11 giugno 2013 | in carica      | Rosario Leonardo D'amore |                           | Sindaco | [ 6 ] |

### Altre informazioni amministrative
Il comune di Mongiuffi Melia fa parte delle seguenti organizzazioni sovracomunali: regione agraria n.3 (Alto Fantina e Alto Mela).

## Sport
L'Associazione Sportiva Dilettantistica Mongiuffi Melia disputa il campionato di Serie C2 di calcio a 5.